# Úszás az 1984. évi nyári olimpiai játékokon
Az 1984. évi nyári olimpiai játékok úszóversenyein huszonkilenc versenyszámban avattak olimpiai bajnokot. A műsor az előző, 1980. évi olimpiához képest három számmal bővült, ismét kiírták az előző két olimpián elhagyott férfi illetve női 200 méteres vegyesúszást és a férfi 4 × 100 méteres gyorsváltót is.

## Éremtáblázat
(A táblázatokban a rendező ország csapata eltérő háttérszínnel, az egyes számoszlopok legmagasabb értéke, vagy értékei vastagítással kiemelve.)
| Az 1984. évi nyári olimpiai játékok éremtáblázata úszásban | Az 1984. évi nyári olimpiai játékok éremtáblázata úszásban | Az 1984. évi nyári olimpiai játékok éremtáblázata úszásban | Az 1984. évi nyári olimpiai játékok éremtáblázata úszásban | Az 1984. évi nyári olimpiai játékok éremtáblázata úszásban | Olimpia  |
| ---------------------------------------------------------- | ---------------------------------------------------------- | ---------------------------------------------------------- | ---------------------------------------------------------- | ---------------------------------------------------------- | -------- |
|                                                            | Ország                                                     | Arany                                                      | Ezüst                                                      | Bronz                                                      | Összesen |
| 1.                                                         | Egyesült Államok (USA)                                     | 21                                                         | 13                                                         | 0                                                          | 34       |
| 2.                                                         | Kanada (CAN)                                               | 4                                                          | 3                                                          | 3                                                          | 10       |
| 3.                                                         | NSZK (FRG)                                                 | 2                                                          | 3                                                          | 6                                                          | 11       |
| 4.                                                         | Hollandia (NED)                                            | 2                                                          | 1                                                          | 3                                                          | 6        |
| 5.                                                         | Ausztrália (AUS)                                           | 1                                                          | 5                                                          | 6                                                          | 12       |
|                                                            |                                                            |                                                            |                                                            |                                                            |          |
| 6.                                                         | Nagy-Britannia (GBR)                                       | 0                                                          | 1                                                          | 4                                                          | 5        |
| 7.                                                         | Franciaország (FRA)                                        | 0                                                          | 1                                                          | 1                                                          | 2        |
| 8.                                                         | Brazília (BRA)                                             | 0                                                          | 1                                                          | 0                                                          | 1        |
|                                                            |                                                            |                                                            |                                                            |                                                            |          |
| 9.                                                         | Svédország (SWE)                                           | 0                                                          | 0                                                          | 2                                                          | 2        |
| 10.                                                        | Belgium (BEL)                                              | 0                                                          | 0                                                          | 1                                                          | 1        |
| 10.                                                        | Románia (ROU)                                              | 0                                                          | 0                                                          | 1                                                          | 1        |
| 10.                                                        | Svájc (SUI)                                                | 0                                                          | 0                                                          | 1                                                          | 1        |
| 10.                                                        | Venezuela (VEN)                                            | 0                                                          | 0                                                          | 1                                                          | 1        |
|                                                            |                                                            |                                                            |                                                            |                                                            |          |
| Összesen                                                   | Összesen                                                   | 30                                                         | 28                                                         | 29                                                         | 87       |

## Férfi
Férfi úszásban tizenöt – tizenkét egyéni és három váltó – versenyszámot írtak ki.

### Éremtáblázat
| Az 1984. évi nyári olimpiai játékok éremtáblázata férfi úszásban | Az 1984. évi nyári olimpiai játékok éremtáblázata férfi úszásban | Az 1984. évi nyári olimpiai játékok éremtáblázata férfi úszásban | Az 1984. évi nyári olimpiai játékok éremtáblázata férfi úszásban | Az 1984. évi nyári olimpiai játékok éremtáblázata férfi úszásban | Olimpia  |
| ---------------------------------------------------------------- | ---------------------------------------------------------------- | ---------------------------------------------------------------- | ---------------------------------------------------------------- | ---------------------------------------------------------------- | -------- |
|                                                                  | Ország                                                           | Arany                                                            | Ezüst                                                            | Bronz                                                            | Összesen |
| 1.                                                               | Egyesült Államok (USA)                                           | 9                                                                | 6                                                                | 0                                                                | 15       |
| 2.                                                               | Kanada (CAN)                                                     | 3                                                                | 2                                                                | 2                                                                | 7        |
| 3.                                                               | NSZK (FRG)                                                       | 2                                                                | 2                                                                | 2                                                                | 6        |
| 4.                                                               | Ausztrália (AUS)                                                 | 1                                                                | 3                                                                | 5                                                                | 9        |
|                                                                  |                                                                  |                                                                  |                                                                  |                                                                  |          |
| 5.                                                               | Brazília (BRA)                                                   | 0                                                                | 1                                                                | 0                                                                | 1        |
| 5.                                                               | Franciaország (FRA)                                              | 0                                                                | 1                                                                | 0                                                                | 1        |
|                                                                  |                                                                  |                                                                  |                                                                  |                                                                  |          |
| 7.                                                               | Nagy-Britannia (GBR)                                             | 0                                                                | 0                                                                | 2                                                                | 2        |
| 7.                                                               | Svédország (SWE)                                                 | 0                                                                | 0                                                                | 2                                                                | 2        |
| 9.                                                               | Svájc (SUI)                                                      | 0                                                                | 0                                                                | 1                                                                | 1        |
| 9.                                                               | Venezuela (VEN)                                                  | 0                                                                | 0                                                                | 1                                                                | 1        |
|                                                                  |                                                                  |                                                                  |                                                                  |                                                                  |          |
| Összesen                                                         | Összesen                                                         | 15                                                               | 15                                                               | 15                                                               | 45       |

### Érmesek
- WR – világrekord
- OR – olimpiai rekord

| Az 1984. évi nyári olimpiai játékok érmesei férfi úszásban | |          |                                                                                                  |          |                                                                                |          |
| Versenyszám                                                | Arany | Arany    | Ezüst                                                                                            | Ezüst    | Bronz                                                                          | Bronz    |
| 100 m gyors                                                | Rowdy Gaines · Egyesült Államok (USA) | 49,80    | Mark Stockwell · Ausztrália (AUS)                                                                | 50,24    | Per Johansson · Svédország (SWE)                                               | 50,31    |
| 200 m gyors                                                | Michael Groß · NSZK (FRG) | 1:47,44  | Michael Heath · Egyesült Államok (USA)                                                           | 1:49,10  | Thomas Fahrner · NSZK (FRG)                                                    | 1:49,69  |
| 400 m gyors                                                | George DiCarlo · Egyesült Államok (USA) | 3:51,23  | John Mykkanen · Egyesült Államok (USA)                                                           | 3:51,49  | Justin Lemberg · Ausztrália (AUS)                                              | 3:51,79  |
| 1500 m gyors                                               | Mike O’Brien · Egyesült Államok (USA) | 15:05,20 | George DiCarlo · Egyesült Államok (USA)                                                          | 15:10,59 | Stefan Pfeiffer · NSZK (FRG)                                                   | 15:12,11 |
| 100 m hát                                                  | Rick Carey · Egyesült Államok (USA) | 55,79    | Dave Wilson · Egyesült Államok (USA)                                                             | 56,35    | Mike West · Kanada (CAN)                                                       | 56,49    |
| 200 m hát                                                  | Rick Carey · Egyesült Államok (USA) | 2:00,23  | Frèdèric Delcourt · Franciaország (FRA)                                                          | 2:01,75  | Cameron Henning · Kanada (CAN)                                                 | 2:02,37  |
| 100 m mell                                                 | Steve Lundquist · Egyesült Államok (USA) | 1:01,65  | Victor Davis · Kanada (CAN)                                                                      | 1:01,99  | Peter Evans · Ausztrália (AUS)                                                 | 1:02,97  |
| 200 m mell                                                 | Victor Davis · Kanada (CAN) | 2:13,34  | Glenn Beringen · Ausztrália (AUS)                                                                | 2:15,79  | Étienne Dagon · Svájc (SUI)                                                    | 2:17,41  |
| 100 m pillangó                                             | Michael Groß · NSZK (FRG) | 53,08    | Pablo Morales · Egyesült Államok (USA)                                                           | 53,23    | Glenn Buchanan · Ausztrália (AUS)                                              | 53,85    |
| 200 m pillangó                                             | Jon Sieben · Ausztrália (AUS) | 1:57,04  | Michael Groß · NSZK (FRG)                                                                        | 1:57,40  | Rafael Vidal · Venezuela (VEN)                                                 | 1:57,51  |
| 200 m vegyes                                               | Alex Baumann · Kanada (CAN) | 2:01,42  | Pablo Morales · Egyesült Államok (USA)                                                           | 2:03,05  | Neil Cochran · Nagy-Britannia (GBR)                                            | 2:04,38  |
| 400 m vegyes                                               | Alex Baumann · Kanada (CAN) | 4:17,41  | Ricardo Prado · Brazília (BRA)                                                                   | 4:18,45  | Robert Woodhouse · Ausztrália (AUS)                                            | 4:20,50  |
| 4 × 100 m gyorsváltó                                       | Egyesült Államok (USA) · Chris Cavanaugh · Michael Heath · Matt Biondi · Rowdy Gaines · Tom Jager* · Robin Leamy*                                   | 3:19,03  | Ausztrália (AUS) · Greg Fasala · Neil Brooks · Michael Delany · Mark Stockwell                   | 3:19,68  | Svédország (SWE) · Thomas Lejdström · Per Johansson · Bengt Baron · Mikael Örn | 3:22,69  |
| 4 × 200 m gyorsváltó                                       | Egyesült Államok (USA) · Michael Heath · David Larson · Jeff Float · Bruce Hayes · Geoff Gaberino* · Rich Saeger*                                   | 7:15,69  | NSZK (FRG) · Thomas Fahrner · Dirk Korthals · Alexander Schowtka · Michael Groß · Rainer Henkel* | 7:15,73  | Nagy-Britannia (GBR) · Neil Cochran · Paul Easter · Paul Howe · Andrew Astbury | 7:24,78  |
| 4 × 100 m vegyes váltó                                     | Egyesült Államok (USA) · Rick Carey · Steve Lundquist · Pablo Morales · Rowdy Gaines · Dave Wilson* · Rich Schroeder* · Michael Heath* · Tom Jager* | 3:39,30  | Kanada (CAN) · Mike West · Victor Davis · Tom Ponting · Sandy Goss                               | 3:43,23  | Ausztrália (AUS) · Mark Kerry · Peter Evans · Glenn Buchanan · Mark Stockwell  | 3:43,25  |

* - a versenyző az előfutamban vett részt, és kapott is érmet

## Női
Női úszásban tizennégy – tizenkét egyéni és két váltó – versenyszámot írtak ki. 

### Éremtáblázat
| Az 1984. évi nyári olimpiai játékok éremtáblázata női úszásban | Az 1984. évi nyári olimpiai játékok éremtáblázata női úszásban | Az 1984. évi nyári olimpiai játékok éremtáblázata női úszásban | Az 1984. évi nyári olimpiai játékok éremtáblázata női úszásban | Az 1984. évi nyári olimpiai játékok éremtáblázata női úszásban | Olimpia  |
| -------------------------------------------------------------- | -------------------------------------------------------------- | -------------------------------------------------------------- | -------------------------------------------------------------- | -------------------------------------------------------------- | -------- |
|                                                                | Ország                                                         | Arany                                                          | Ezüst                                                          | Bronz                                                          | Összesen |
| 1.                                                             | Egyesült Államok (USA)                                         | 12                                                             | 7                                                              | 0                                                              | 19       |
| 2.                                                             | Hollandia (NED)                                                | 2                                                              | 1                                                              | 3                                                              | 6        |
| 3.                                                             | Kanada (CAN)                                                   | 1                                                              | 1                                                              | 1                                                              | 3        |
|                                                                |                                                                |                                                                |                                                                |                                                                |          |
| 4.                                                             | Ausztrália (AUS)                                               | 0                                                              | 2                                                              | 1                                                              | 3        |
| 5.                                                             | NSZK (FRG)                                                     | 0                                                              | 1                                                              | 4                                                              | 5        |
| 6.                                                             | Nagy-Britannia (GBR)                                           | 0                                                              | 1                                                              | 2                                                              | 3        |
|                                                                |                                                                |                                                                |                                                                |                                                                |          |
| 7                                                              | Belgium (BEL)                                                  | 0                                                              | 0                                                              | 1                                                              | 1        |
| 7                                                              | Franciaország (FRA)                                            | 0                                                              | 0                                                              | 1                                                              | 1        |
| 7                                                              | Románia (ROU)                                                  | 0                                                              | 0                                                              | 1                                                              | 1        |
|                                                                |                                                                |                                                                |                                                                |                                                                |          |
| Összesen                                                       | Összesen                                                       | 15                                                             | 13                                                             | 14                                                             | 42       |

### Érmesek
| Az 1984. évi nyári olimpiai játékok érmesei női úszásban |                                                                                              |         |                                                                                         |         |                                                                                 |         |
| Versenyszám                                              | Arany                                                                                        | Arany   | Ezüst                                                                                   | Ezüst   | Bronz                                                                           | Bronz   |
| 100 m gyors                                              | Carolyn Steinseifer · Egyesült Államok (USA)Nancy Hogshead · Egyesült Államok (USA)          | 55,92   | –                                                                                       |         | Annemarie Verstappen · Hollandia (NED)                                          | 56,08   |
| 200 m gyors                                              | Mary Wayte · Egyesült Államok (USA)                                                          | 1:59,23 | Cynthia Woodhead · Egyesült Államok (USA)                                               | 1:59,50 | Annemarie Verstappen · Hollandia (NED)                                          | 1:59,69 |
| 400 m gyors                                              | Tiffany Cohen · Egyesült Államok (USA)                                                       | 4:07,10 | Sarah Hardcastle · Nagy-Britannia (GBR)                                                 | 4:10,27 | June Croft · Nagy-Britannia (GBR)                                               | 4:11,49 |
| 800 m gyors                                              | Tiffany Cohen · Egyesült Államok (USA)                                                       | 8:24,95 | Michelle Richardson · Egyesült Államok (USA)                                            | 8:30,73 | Sarah Hardcastle · Nagy-Britannia (GBR)                                         | 8:32,60 |
| 100 m hát                                                | Theresa Andrews · Egyesült Államok (USA)                                                     | 1:02,55 | Elizabeth Mitchell · Egyesült Államok (USA)                                             | 1:02,63 | Jolanda de Rover · Hollandia (NED)                                              | 1:02,91 |
| 200 m hát                                                | Jolanda de Rover · Hollandia (NED)                                                           | 2:12,38 | Amy White · Egyesült Államok (USA)                                                      | 2:13,04 | Aneta Patrascoiu · Románia (ROU)                                                | 2:13,29 |
| 100 m mell                                               | Petra van Staveren · Hollandia (NED)                                                         | 1:09,88 | Anne Ottenbrite · Kanada (CAN)                                                          | 1:10,69 | Catherine Poirot · Franciaország (FRA)                                          | 1:10,70 |
| 200 m mell                                               | Anne Ottenbrite · Kanada (CAN)                                                               | 2:30,38 | Susan Rapp · Egyesült Államok (USA)                                                     | 2:31,15 | Ingrid Lempereur · Belgium (BEL)                                                | 2:31,40 |
| 100 m pillangó                                           | Mary T. Meagher · Egyesült Államok (USA)                                                     | 0:59,26 | Jenna Johnson · Egyesült Államok (USA)                                                  | 1:00,19 | Karin Seick · NSZK (FRG)                                                        | 1:01,36 |
| 200 m pillangó                                           | Mary T. Meagher · Egyesült Államok (USA)                                                     | 2:06,90 | Karen Phillips · Ausztrália (AUS)                                                       | 2:10,56 | Ina Beyermann · NSZK (FRG)                                                      | 2:11,91 |
| 200 m vegyes                                             | Tracy Caulkins · Egyesült Államok (USA)                                                      | 2:12,64 | Nancy Hogshead · Egyesült Államok (USA)                                                 | 2:15,17 | Michelle Pearson · Ausztrália (AUS)                                             | 2:15,92 |
| 400 m vegyes                                             | Tracy Caulkins · Egyesült Államok (USA)                                                      | 4:39,24 | Suzanne Landells · Ausztrália (AUS)                                                     | 4:48,30 | Petra Zindler · NSZK (FRG)                                                      | 4:48,57 |
| 4×100 m gyorsváltó                                       | Egyesült Államok (USA) · Jenna Johnson · Carolyn Steinsteifer · Dara Torres · Nancy Hogshead | 3:43,43 | Hollandia (NED) · Annemarie Verstappen · Desi Reijers · Elles Voskes · Conny van Bentum | 3:44,40 | NSZK (FRG) · Iris Zscherpe · Susanne Schuster · Christiane Pielke · Karin Seick | 3:45,56 |
| 4×100 m váltó                                            | Egyesült Államok (USA) · Theresa Andrews · Tracy Caulkins · Mary T. Meagher · Nancy Hogshead | 4:08,34 | NSZK (FRG) · Svenja Schlicht · Ute Hasse · Ina Beyermann · Karin Seick                  | 4:11,97 | Kanada (CAN) · Reema Abdo · Anne Ottenbrite · Michelle MacPherson · Pamela Rai  | 4:12,98 |